# № 39 (Kazachstan)
№ 39, Ondyrys (kaz. № 39, ros. № 39, Ондырыс) – stacja kolejowa w miejscowości Astana, w Kazachstanie. Położona jest na linii Pietropawłowsk – Kokczetaw – Astana, na trasie Nowego Jedwabnego Szlaku.